# ジュッダ・シャムシェル・ジャンガ・バハドゥル・ラナ

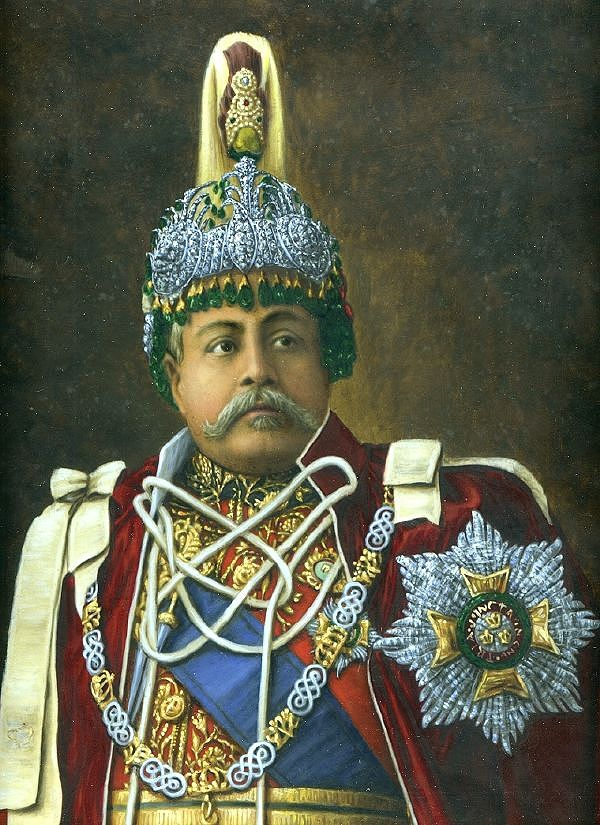
ジュッダ・シャムシェル・ジャンガ・バハドゥル・ラナ

ジュッダ・シャムシェル・ジャンガ・バハドゥル・ラナ（ネパール語: जुद्द समसेर जङ्गबहादुर राणा、英語: Juddha Shamsher Jang Bahadur Rana、1875年4月19日 - 1952年11月23日）は、ネパール王国の政治家、首相。1932年9月1日から1945年11月29日まで、ネパール王国の首相を務めている。

## 生涯
1875年4月19日、ディール・シャムシェル・ラナの十男として生まれた。
1932年9月1日、兄ビーム・シャムシェル・ジャンガ・バハドゥル・ラナが死亡し、ジュッダが継承順位に従って首相となった。
1934年、ネパール、北インドに地震が発生し、ネパールは首都カトマンズをはじめ大打撃を被った。だが、ジュッダは地震被害者対策本部と基金を設け、被害者に無利子の貸付を行った。これを機にカトマンズ盆地の近代化も行われた。
その反面、ジュッダは首相の座をめぐる甥たちの政争を目の当たりにせざるを得なかった。
ビームが自身の息子を含め一族の庶子たちを継承順位に加えたことで、ビールの四男ルドラが首相の後継者である全軍最高司令官にまでのぼりつめ、チャンドラの息子モハン、ババルらと対立するようになった。結局、ジュッダはモハンやババルの圧力を受けて、ルドラなど庶子らを地方長官として追放し、政権の安定をはかった。
1939年、第二次世界大戦が勃発すると、その年の11月に10大隊8000人をインドへ送り、12月にはジュッダ自らがカルカッタに向かった。
1945年11月29日、ジュッダは70歳を機に引退を宣言し、ビームの長男パドマ・シャムシェル・ジャンガ・バハドゥル・ラナに首相の座を譲った。背景にはモハンやババルが力をつけ、ジュッダが孤立したことにあった。

## 施策
経済
軽工業化政策を推進し、産業法の整備、ネパール初の銀行の創設、綿工場や小麦粉工場など軽工業に関わる工場の整備などを行なった。
農地
農地改革の一環として、サルラヒ地区に用水路などを整備した。
行政
公務員に対する退職金の支給、最高裁判所の設置などを行なった。
教育
ネパール各地への公立学校の設置や受験制度の整備などを行なった。
社会 
結婚適齢を固定する事で児童婚や不一致結婚を無くす事に貢献した。
災害対応
前述されている通り、基金を創設し地震被害者に対する無利子の融資などを行なった。